# Céline Piques
 (septembre 2023).
La mise en forme du texte ne suit pas les recommandations de Wikipédia : il faut le « wikifier ».
Les points d'amélioration suivants sont les cas les plus fréquents :
- Les titres sont pré-formatés par le logiciel. Ils ne sont ni en capitales, ni en gras.
- Le texte ne doit pas être écrit en capitales (les noms de famille non plus), ni en gras, ni en italique, ni en « petit »…
- Le gras n'est utilisé que pour surligner le titre de l'article dans l'introduction, une seule fois.
- L'italique est rarement utilisé : mots en langue étrangère, titres d'œuvres, noms de bateaux, etc.
- Les citations ne sont pas en italique mais en corps de texte normal. Elles sont entourées par des guillemets français : « et ».
- Les listes à puces sont à éviter, des paragraphes rédigés étant largement préférés. Les tableaux sont à réserver à la présentation de données structurées (résultats, etc.).
- Les appels de note de bas de page (petits chiffres en exposant, introduits par l'outil «  Source ») sont à placer entre la fin de phrase et le point final[comme ça].
- Les liens internes (vers d'autres articles de Wikipédia) sont à choisir avec parcimonie. Créez des liens vers des articles approfondissant le sujet. Les termes génériques sans rapport avec le sujet sont à éviter, ainsi que les répétitions de liens vers un même terme.
- Les liens externes sont à placer uniquement dans une section « Liens externes », à la fin de l'article. Ces liens sont à choisir avec parcimonie suivant les règles définies. Si un lien sert de source à l'article, son insertion dans le texte est à faire par les notes de bas de page.
- La présentation des références doit suivre les conventions bibliographiques. Il est recommandé d'utiliser les modèles {{Ouvrage}}, {{Chapitre}}, {{Article}}, {{Lien web}} et/ou {{Bibliographie}}. Le mode d'édition visuel peut mettre en forme automatiquement les références.
- Insérer une infobox (cadre d'informations à droite) n'est pas obligatoire pour parachever la mise en page.

Pour une aide détaillée, merci de consulter Aide:Wikification.
Si vous pensez que ces points ont été résolus, vous pouvez retirer ce bandeau et améliorer la mise en forme d'un autre article.
Céline Piques est une économiste, autrice et militante féministe française. Figure historique de l'association Osez le féminisme ! pour laquelle elle milite toujours et dont elle fut porte-parole plusieurs années. Femme politique, elle est désormais membre du Haut Conseil à l'égalité et coprésidente de la commission "violences".

## Biographie
Céline Piques obtient un diplôme d’ingénieur Centrale-Supélec en 1998 et un double master en mathématiques et économie. Elle travaille ensuite 15 ans dans le secteur bancaire en tant qu'économiste.
Céline Piques est membre du conseil d’administration de l'association Osez le féminisme ! depuis 2014. Elle a été son porte-parole de 2017 à 2022. 
Céline Piques est coprésidente de la commission « Violences faites aux femmes » du Haut Conseil à l'égalité depuis 2022.

## Parcours militant et politique
Céline Piques commence à militer pour l'égalité femmes-hommes au début des années 2010. Céline Piques se définit comme progressiste, abolitionniste, anti-raciste, universaliste et intersectionnelle.
Elle prend régulièrement position publique sur les sujets touchant à l'égalité femmes-hommes. Dans l'affaire Roman Polanski, Céline Piques prend position considérant que "le monde du cinéma a une sorte d'amnésie sélective". 
Céline Piques dénonce la politique viriliste et guerrière de Vladimir Poutine : "Parce que la violence est masculine, parce qu'elle est une réaffirmation des valeurs virilistes où violence et domination masculine sont exaltées, c'est d'une politique et d'une diplomatie féministes dont nous avons besoin, pour contrer les velléités militaristes et défendre la paix".
Engagée dans la lutte contre les féminicides, Céline Piques rappelle régulièrement que ces meurtres de femmes par leur conjoint ou ex-conjoint pourraient être évités : « Ce qui est dramatique, c’est qu’on sait que ces meurtres auraient pu être évités. Évités si l’arsenal policier et judiciaire était effectivement en place. Il y a des défaillances graves dans la prise de plaintes comme dans les instructions qui sont faites (…) Nous demandons une vraie volonté politique avec une vraie volonté impulsée par le ministère de l’Intérieur comme le ministère de la Justice ».
Dans un entretien réalisé par Libération, Céline Piques propose 5 mesures pour l'égalité femmes-hommes : elle propose une loi-cadre d’orientation contre les violences sexistes et les féminicides ; elle plaide pour une réforme féministe de la politique fiscale ; elle demande que le dispositif de pensions alimentaires s’inspire du modèle au Québec ; elle milite pour créer un vrai congé de paternité ; et enfin elle argumente pour une budgétisation sensible au genre.
Abolitionniste, elle est une des figures de la lutte contre l'industrie pornographique, qu'elle considère comme une "zone de non-droit". 
Céline Piques publie régulièrement dans la presse. Son premier livre Déviriliser le monde sort aux éditions Rue de l’échiquier en 2022. Par cet ouvrage, l'autrice plaide pour l'éducation des hommes, et pour que l'égalité femmes-hommes irrigue l'ensemble des politiques publiques.

## Publications
- Déviriliser le monde, Rue de l’échiquier, 2022